# János Martinek
János Martinek, född den 23 maj 1965 i Budapest, Ungern, är en ungersk idrottare inom modern femkamp.
Han tog OS-guld i herrarnas individuella moderna femkamp och även i dessutom OS-guld i lagtävlingen i samband med de olympiska tävlingarna i modern femkamp 1988 i Seoul.
Därefter tog Martinek OS-brons i herrarnas moderna femkamp i samband med de olympiska tävlingarna i modern femkamp 1996 i Atlanta.